# Спід (Канзас)
Спід (англ. Speed) — місто (англ. city) в США, в окрузі Філліпс штату Канзас. Населення — 37 осіб (2010).

## Географія
Спід розташований за координатами 39°40′36″ пн. ш. 99°25′16″ зх. д. / 39.67667° пн. ш. 99.42111° зх. д. (39.676551, -99.421075).  За даними Бюро перепису населення США в 2010 році місто мало площу 0,38 км², уся площа — суходіл.

## Демографія
Згідно з переписом 2010 року, у місті мешкало 37 осіб у 16 домогосподарствах у складі 11 родини. Густота населення становила 97 осіб/км².  Було 27 помешкань (71/км²).
Расовий склад населення:
| - 91,9 % — білих - 8,1 % — осіб інших рас |

До двох чи більше рас належало 0,0 %. Частка іспаномовних становила 8,1 % від усіх жителів.
За віковим діапазоном населення розподілялося таким чином: 24,3 % — особи молодші 18 років, 62,2 % — особи у віці 18—64 років, 13,5 % — особи у віці 65 років та старші. Медіана віку мешканця становила 50,3 року. На 100 осіб жіночої статі у місті припадало 131,2 чоловіків;  на 100 жінок у віці від 18 років та старших — 154,5 чоловіків також старших 18 років.
Середній дохід на одне домашнє господарство  становив 70 625 доларів США (медіана — 71 250), а середній дохід на одну сім'ю — 73 264 долари (медіана — 71 875). 
Цивільне працевлаштоване населення становило 26 осіб. Основні галузі зайнятості: виробництво — 34,6 %, освіта, охорона здоров'я та соціальна допомога — 26,9 %, сільське господарство, лісництво, риболовля — 19,2 %.